# Sturgis (Dakota du Sud)
Pour les articles homonymes, voir Sturgis.
Sturgis est une ville américaine, siège du comté de Meade à l'ouest du Dakota du Sud dans la région des Black Hills. Lors du recensement de 2010, la municipalité comptait 6 627 habitants et s'étendait sur une superficie de 3,99 milles carrés (10,33 km2).

## Histoire
La ville est fondée en 1878. D'abord surnommée Scoop Town, elle est renommée en l'honneur du major Samuel D. Sturgis, à la tête du Fort Meade, ou de son fils, mort durant la bataille de Little Bighorn.

## Démographie
Au recensement de 2000, les 6 442 habitants de Sturgis étaient répartis en 1 708 familles sur une superficie de 9,7 km2, soit une densité de population de 665 hab/km2.
Composition de la population :
- blancs : 94,20 %
- afro-américains : 0,20 %
- amérindiens : 2,48 %
- asiatiques : 0,31 %
- autres : 0,33 %
- métis : 1,88 %

| 1880 | 1890 | 1900  | 1910  | 1920  | 1930  |
| ---- | ---- | ----- | ----- | ----- | ----- |
| 60   | 668  | 1 100 | 1 739 | 1 250 | 1 747 |

| 1940  | 1950  | 1960  | 1970  | 1980  | 1990  |
| ----- | ----- | ----- | ----- | ----- | ----- |
| 3 008 | 3 471 | 4 639 | 4 536 | 5 184 | 5 330 |

| 2000  | 2010  | - | - | - | - |
| ----- | ----- | - | - | - | - |
| 6 442 | 6 627 | - | - | - | - |

## Sturgis Motorcycle Rally

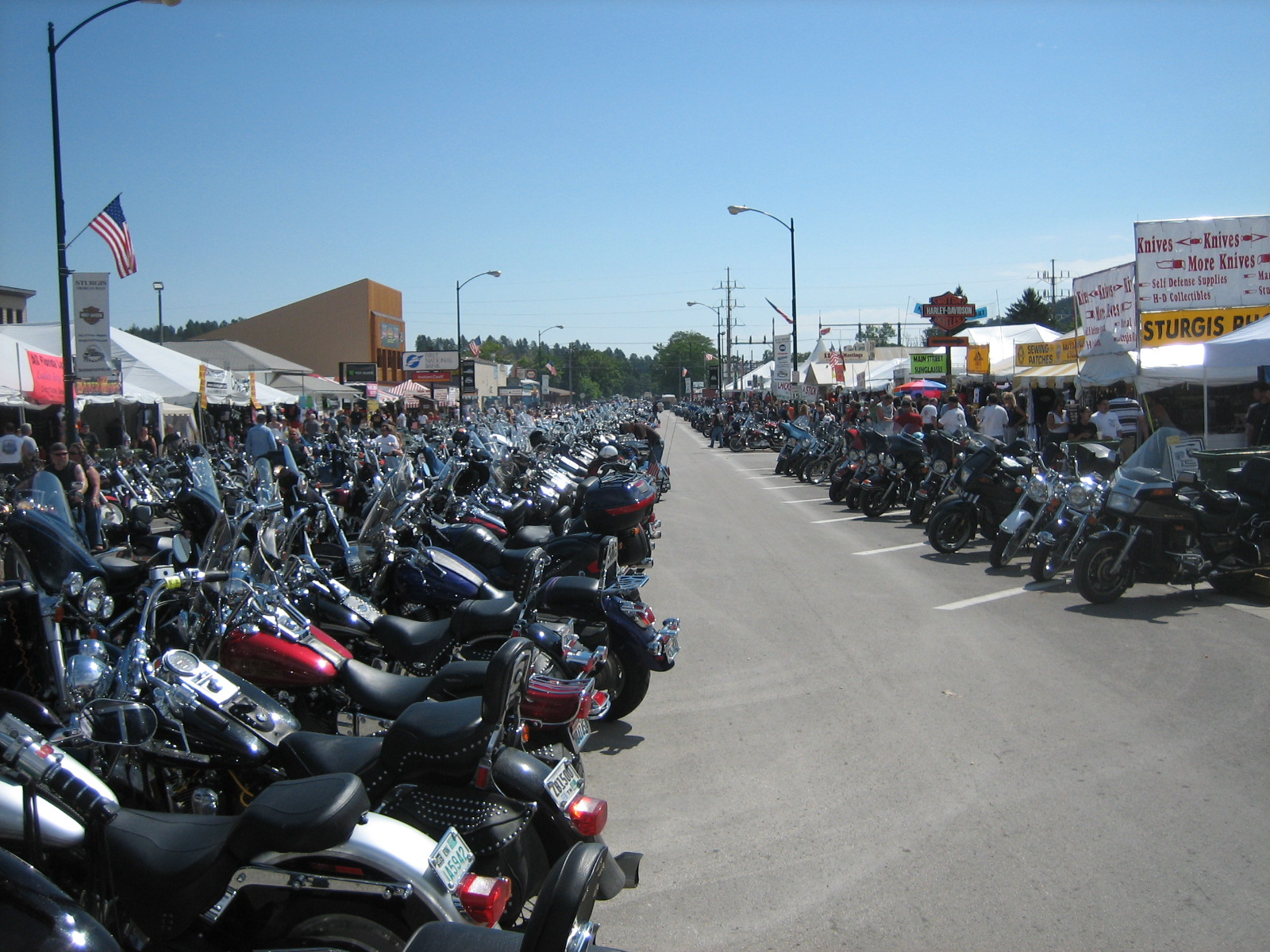
Sturgis durant la Bike Week.

Une réunion de motards, le Sturgis Motorcycle Rally, a lieu tous les ans au mois d'août. Le rallye fut créé le 14 août 1938 par le Jackpine Gypsies Motorcycle Club.
Cet événement rassemble plus de 500 000 personnes venant de tout le pays et de l'étranger, la plupart sont des passionnés de la marque Harley-Davidson.